# Aleksandr Aleksandrovič Kvjatkovskij
Aleksandr Aleksandrovič Kvjatkovskij, in russo  Александр Александрович Квятковский? (Tomsk, gennaio 1853 – San Pietroburgo, 16 novembre 1880), è stato un rivoluzionario russo.
Partecipò all'andata nel popolo, fu tra i membri fondatori di Zemlja i Volja e di Narodnaja volja, del cui Comitato esecutivo fece parte fino all'arresto. Condannato a morte per complicità nell'attacco al Palazzo d'Inverno del 17 febbraio 1880, fu impiccato. Il suo nome di battaglia era Aleksandr I.

## Biografia

### Origine e formazione

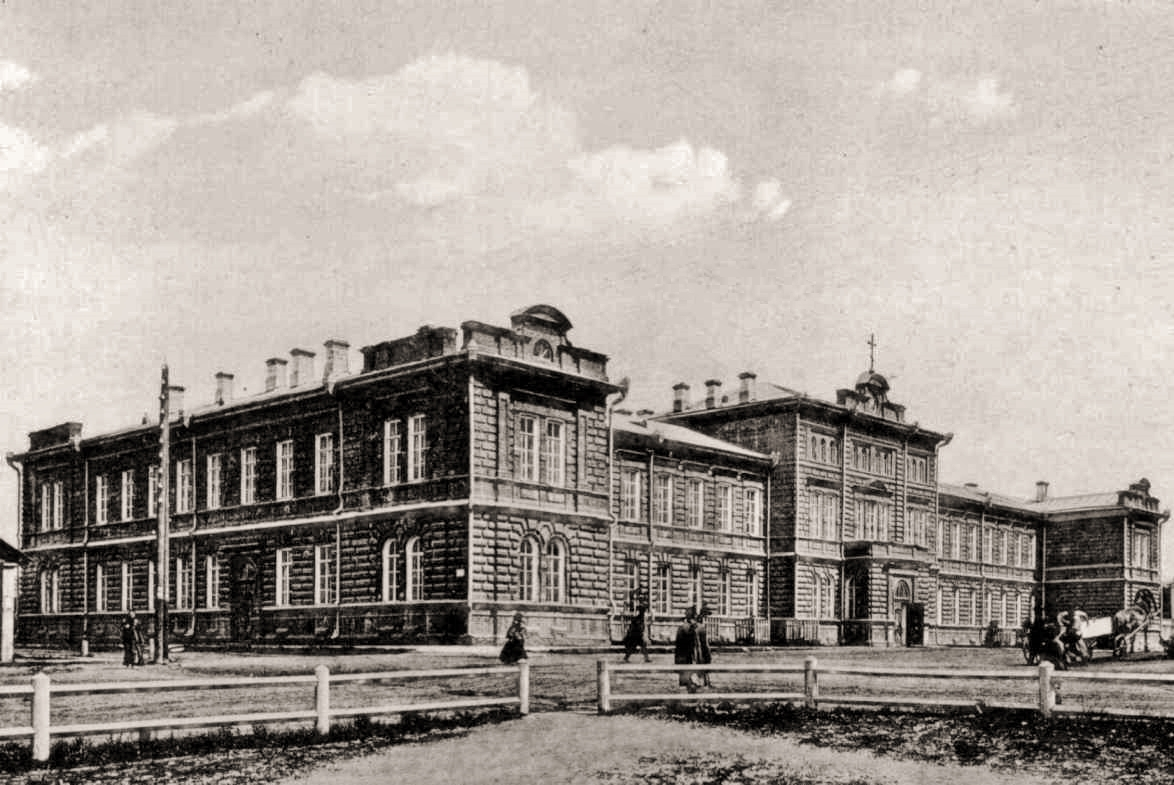
Il liceo di Tomsk

Dopo la prima rivolta della nobiltà polacca contro il giogo oppressivo dell'impero zarista, nel novembre del 1830, i fratelli Kvjatkovskij, eredi di un'antica famiglia principesca originaria di Mogilev, furono esiliati in Siberia. Uno di essi, Aleksandr Vasil'evič, nel 1840 si trasferì a Tomsk ,dove lavorò per un certo periodo ai giacimenti auriferi finché non ne acquisì la proprietà. Sposò quindi la diciassettenne Apollinarija Timofeevna Borovkova (1822ca.-1898), figlia di uno dei primi possessori di miniere d'oro del governatorato di Enisej, dal nome dell'omonimo fiume, e da lei ebbe diversi figli, di cui sette maschi e una femmina raggiunsero l'età adulta: Vasilij, Innokentij, Pëtr, Timofej, Aleksandr, Julija, Ivan e Tichon.
Aleksandr nacque in un giorno imprecisato nella prima metà del mese di gennaio del 1853, e fin da piccolo palesò un animo sensibile che lo portò a guardare il duro lavoro dei minatori di suo padre con profondo dolore. La famiglia trascorreva infatti l'estate ov'erano le miniere, e l'inverno a Tomsk. La città era luogo d'esilio di ben noti decabristi, come Gavriil Baten'kov (1793-1863), e vi fu confinato anche Bakunin, che sposerà la cugina dei ragazzi Kvjatkovskij, Antonina, figlia dello zio Ksaver Vasil'evič.
Indole riflessiva e attenta, Aleksandr, non era interessato ai passatempi soliti dei bambini e dedicava tutto il suo tempo alla lettura. Lo si vedeva sempre chino sui libri, anche a pranzo, e a nulla valevano i rimbrotti e le punizioni paterne. A dieci anni fu iscritto al liceo e qui, entrato in un circolo studentesco che professava l'autoeducazione, si formò compiutamente il suo abito morale e mentale. Cominciò a vivere modestamente, rifiutando ogni comodità, anche di coprirsi con la pelliccia nel gelido inverno siberiano perché era quello un lusso non alla portata di tutti, e dando lezioni per mantenersi con i propri mezzi. Diplomatosi nel 1870, seguì il fratello maggiore Timofej, nato nel 1852, a San Pietroburgo per frequentare l'Istituto tecnologico, che lascerà nel 1874 allorquando i due decisero di «andare nel popolo».

### L'attività rivoluzionaria. Dall'andata nel popolo a Narodnaja volja

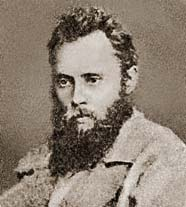
Timofej Kvjatkovskij nel 1878

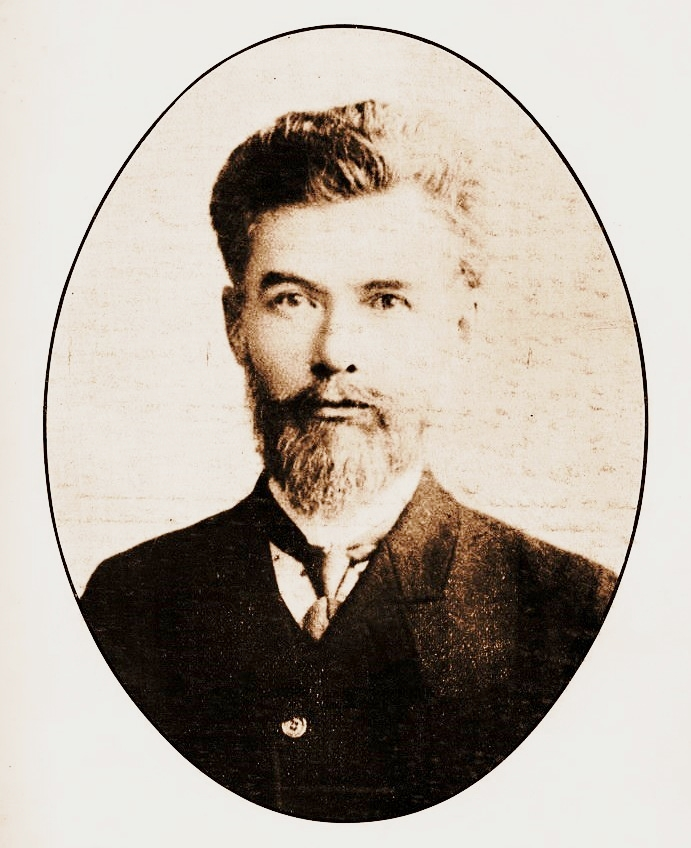
Innokentij P'jankov

Il lavoro tra il popolo cominciò nel governatorato di Tula, in cui Aleksandr con il fratello, Innokentij P'jankov (1855-1911) e Dimitrij Sokolov (1853 ca.-dopo 1883) aprì una bottega per fabbri, che volsero presto in un artel' motivati dall'intento di mostrare la bontà di un sistema produttivo solidale. Alcuni anni più tardi, Kvjatkovskij riaffermerà la superiorità di questo modello economico parlando dello Stato che dovrà nascere dalle macerie del vecchio, e dirà che suo scopo è «mettere in luce i vantaggi offerti dalla produzione cooperativistica» ed «evidenziare l'assurdità del modo di produzione capitalistico». A novembre Aleksandr fu arrestato per essere rilasciato nell'aprile successivo. Tuttavia, nella breve biografia pubblicata dai narodovol'cy sul giornale di partito, uscito un mese dopo l'esecuzione di Kvjatkovskij, non si parla di arresto ma di una debilitazione fisica di Aleksandr, ristabilitosi dalla quale sarebbe tornato in azione nel distretto di Efremov, sempre nel governatorato di Tula, per trasferirsi a Kostroma a seguito della denuncia di un vicino.
Qui s'impiegò per circa sei mesi come operaio metallurgico nella fabbrica Šilov, abilitata anche alla costruzione di navi per la flotta. Il «pesante lavoro da bestie» lo sfiancò e alla fine del 1875, Kvjatkovskij era nella capitale dove, tra la primavera e l'estate del 1876, fu tra i membri fondatori di Zemlja i volja. Cominciò allora a essere soprannominato Aleksandr I.
Per poco meno di un anno, dal luglio del 1876 al giugno del 1877, fece il bracciante nel distretto di Ardanov, governatorato di Nižnij Novgorod, nella colonia populista che aveva contribuito a creare. Poi, per sfuggire alla persecuzione poliziesca, si spostò nella regione del Volga, precisamente nell'area di Voronež, luoghi in cui con Michail Popov (1851-1908) andò girovagando come umile venditore ambulante.
Nel frattempo aveva costituito con Nikolaj Tjutčev (1856-1924) e Andrej Presnjakov (1856-1880) un gruppo d'azione pensato per eliminare spie e agenti provocatori. E quando Presnjakov, che nel luglio del 1877 aveva ucciso la spia Nikolaj Šaraškin, per essere arrestato il 16 ottobre a San Pietroburgo, rischiò il capestro, Kvjatkovskij, in sella al cavallo Varvar (il Barbaro), riuscì il 29 aprile 1878, con il supporto di Aleksandr Chotinskij (1852-1883), a farlo fuggire dal distretto di polizia del quartiere Kolomna dov'era custodito.

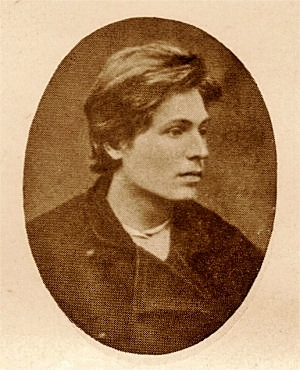
Andrej Presnjakov

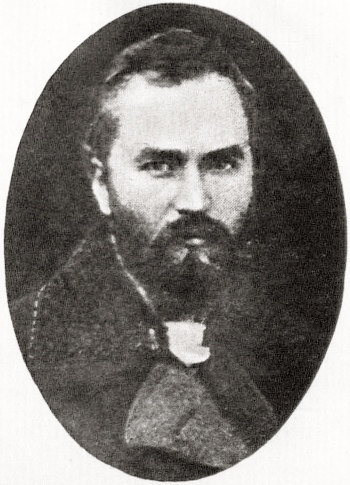
Aleksandr Michajlov

In maggio era a San Pietroburgo per lavorare alla revisione dello statuto organizzativo di Zemlja i Volja, in vista delle nuove sfide che la recente assoluzione da parte della giuria popolare di Vera Zasulič, autrice del ferimento del generale Trepov, governatore di San Pietroburgo, lasciava presagire si profilassero all'orizzonte. Sembrava che la società civile si fosse finalmente ridestata dal suo secolare torpore e grandi eventi fossero alle porte, di modo che era priorità indiscussa dei populisti preparare la rivoluzione e coordinare al meglio le forze per dirigerla. Si trattava di inserire in una formazione di rivoluzionari poco inclini alla disciplina e all'obbedienza, proprio questi principi, dotando il partito di un centro direttivo, il «circolo fondamentale», e creando tutta una serie di norme cospirative tese a garantire la sopravvivenza di una struttura clandestina. Aleksandr Michajlov fu il fautore più deciso di detta trasformazione, colui che dovette persuadere gli altri ad accogliere con gioia il nuovo tipo d'organizzazione, giacché da essa «attendiamo il massimo bene e vediamo in lei la salvezza». Infatti, persino Kvjatkovskij e Obolešev, artefici con lui della svolta, non nascosero la propria intima sofferenza per quell'evoluzione che limitava le libertà di ciascuno. Scrisse Kvjatkovskij in una nota che il «circolo fondamentale» era «un male necessario», determinato dall'inesperienza e dalla mancanza di senso pratico «d'un notevole numero di rivoluzionari russi», nonché «dalla difficoltà della situazione in cui si svolge la nostra azione». Fu però solo dopo l'arresto, nell'ottobre successivo, di buona parte del nucleo dirigente di Zemlja i Volja che la concezione professata da Michajlov penetrò e si affermò nell'organizzazione.
Il 13 luglio Kvjatkovskij partecipò, con i migliori elementi del Sud e diversi altri esponenti di spicco di Zemlja i Volja riuniti da Sof'ja Perovskaja, allo sfortunato tentativo di far evadere Porfirij Vojnaral'skij lungo il tratto di strada tra Char'kov e Čuguev, nel mentre veniva condotto alla prigione centrale di Novo Belgorod (ora Pečenegi). Morozov e Michajlov avevano comprato sette revolver militari e un coltello marinaresco per tagliare le cinghie dei cavalli e fermare la carrozza su cui doveva essere portato il prigioniero, dopo di che si sarebbe provveduto a liberarlo, disarmando o uccidendo i gendarmi di scorta.

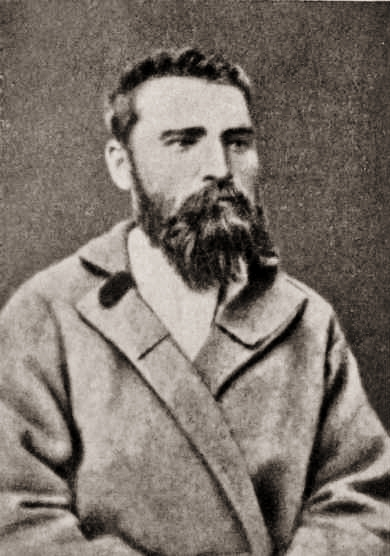
Porfirij Vojnaral'skij ai lavori forzati

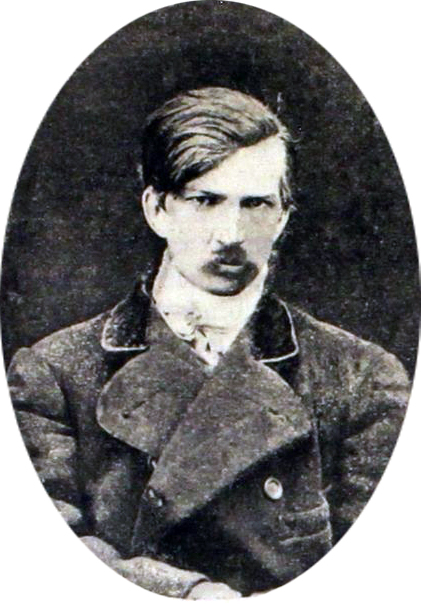
Aleksandr Solov'ëv come appare nella foto segnaletica scattata dalla polizia dopo il fallito tentativo contro Alessandro II

Secondo il racconto di Morozov, Barannikov e Frolenko, travestiti da gendarmi, fecero fermare la carrozza e spararono alle due guardie sedute a cassetta. Frolenko mancò il bersaglio, non Barannikov che ferì uno dei gendarmi. A Vojnaral'skij, che era incatenato alla panca, non riuscì di approfittare della situazione per fuggire, e a quel punto la carrozza prese il volo, inseguita senza successo da Frolenko e Barannikov. Il cavallo di Kvjatkovskij, che precedeva il veicolo, al rumore degli spari s'era impennato e Aleksandr non poté sparare dalla postazione favorevole in cui si trovava. Dovette perciò attendere che il mezzo gli passasse davanti e colpire da dietro perché a distanza ravvicinata non c'era modo di schivare i proiettili delle guardie. Scaricò l'intera cartuccia del suo revolver senza rendere inoffensivo il cocchiere del carro, il quale alla fine si dileguò. Resta inspiegabile come mai Barannikov e Frolenko non tagliarono le tirelle che avrebbero fatto scappare i cavalli, pur muniti di un'arma capace di trinciare le robuste corde dei bastimenti.
Nel febbraio del 1879 Aleksandr Solov'ëv contattò Michajlov e Kvjatkovskij per renderli partecipi della sua inflessibile volontà di attentare alla vita di Alessandro II. Desiderava agire da solo e non domandava altro aiuto che un revolver. Nel corso della riunione in cui Michajlov informò il «circolo fondamentale» della novità, tacendo tuttavia il nome dell'aspirante zaricida, si scatenò il putiferio. Vasilij Ignatov (1854-1884) dichiarò che se il progetto non fosse stato abbandonato, bisognava avvertire in forma anonima la polizia, e Popov, che pure aveva da poco ucciso una spia e dunque non era per principio contrario al terrorismo politico, evocò addirittura l'uomo che, secondo la leggenda diffusa ad arte dalle autorità, avrebbe colpito il braccio di Karakozov deviando la traiettoria della pallottola sparata contro l'imperatore, e sventando così l'assassinio: «Se dovesse esserci un Karakozov tra noi, chissà non compaia pure un altro Komissarov che rifiuta le vostre decisioni». A quelle parole, Kvjatkovskij minacciò di morte l'amico d'un tempo, se si fosse proprio lui rivelato «un simile Komissarov».
Kvjatkovskij era stato nel novero di quei propagandisti che con più entusiasmo e fiducia s'erano gettati nel popolo. Ammirava la forza e il lavoro dei contadini, la purezza del loro mondo arcaico pieno di saggezza, nel quale scorgeva, tra le pieghe di un'antica rassegnazione, i sintomi di una latente ribellione. Il fatto che, a partire dall'autunno del 1878 quando Michajlov lo richiamò a San Pietroburgo in pianta stabile, fosse divenuto un fautore del terrorismo si spiega, come scrive Popov, con il suo temperamento ardente che trovava sfogo nell'azione immediata, ma anche con la necessità di accelerare il corso degli eventi, di giungere al rivolgimento generale della Russia il più presto possibile, prima che i «veleni della civiltà borghese» fossero penetrati tanto in profondità da distruggere la base stessa della vita comunitaria del popolo: l'obščina. Kvjatkovskij, quindi, pur aderendo alla fazione terrorista, restava sempre un populista nell'inalterata persuasione che la rivoluzione sociale nel suo paese non potesse essere che contadina.
Subito dopo il tentativo di Solov'ëv, che aveva avuto il merito di far emergere i dissidi interni a Zemlja i Volja e la coesistenza de facto di due distinte e inconciliabili organizzazioni in seno al partito, la corrente propugnatrice della lotta frontale contro il governo, rappresentata da Michajlov, Kvjatkovskij e Morozov, creò il gruppo della «Svoboda ili smert'» (Libertà o morte). Nonostante il nome marziale, in realtà, «Svoboda ili smert'» non fu mai altro che un laboratorio tecnico mirante alla produzione casalinga di nitroglicerina, il quale cominciò a ingranare solo nella tarda primavera, con l'ingresso di Stepan Širjaev e di Nikolaj Kibal'čič.

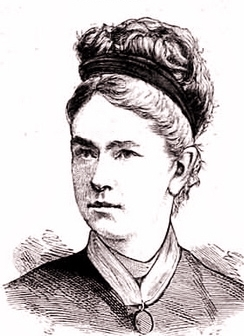
Sofija Ivanova

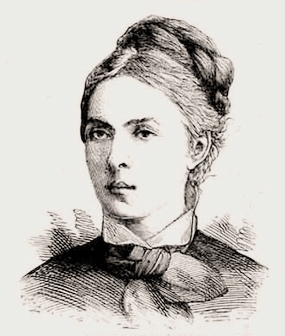
Evgenija Figner

Il gruppo possedeva due appartamenti: un laboratorio di dinamite, sito nel vicolo Baskov; e una dacia a Lesnoe, facente funzione di luogo d'incontro a fini cospiratori. Quest'ultimo fu gestito da Kvjatkovskij e da Sofija Ivanova, che si stabilirono sul posto come una coppia di turisti. Vivendo insieme, s'innamorarono per davvero e avranno un figlio, che per Aleksandr sarà il secondo. Lui era infatti sposato con Ekaterina Konstantinovna Tonjaeva, vicina al movimento rivoluzionario e dalla quale viveva separato, avendo lei preferito tornare a Tomsk, ed era diventato padre già nel 1878.
Il 29 giugno a Lipeck, Aleksandr Aleksandrovič fu tra gli undici partecipanti al congresso interlocutorio della fazione terrorista, che precedette quello ufficiale convocato a Voronež per provare a sanare il conflitto tra le due anime del partito o procedere alla scissione, e con Michajlov, Morozov, Željabov e Tichomirov, fu uno degli autori del programma che doveva soppiantare quello di Zemlja i Volja, ritenuto ormai superato dagli eventi e che sarà adottato senza variazioni da Narodnaja volja.
Dopo Lipeck, l'appartamento a Lesnoe fu liquidato. La Ivanova si trasferì al vicolo Sapernij № 8 (ora № 10), dove Michajlov, Zundelevič (1857-1923) e lo stesso Kvjatkovskij stavano organizzando la stamperia, mentre Aleksandr traslocò al vicolo Leštukov, edificio 13, appartamento 22, casa sicura da governare con Evgenija Figner e nella quale, ai primi d'autunno, fu ufficializzata e celebrata la nascita di Narodnaja volja.
Membro del Comitato esecutivo e della ristretta cerchia degli eletti alla Commissione amministrativa, Kvjatkovskij non partecipò al grande progetto d'attentato al treno imperiale del novembre 1879, per occuparsi degli affari del partito nella capitale e tenere i rapporti con Stepan Chalturin, che lavorava all'ambizioso, inaudito piano di provocare un'esplosione all'interno del Palazzo d'Inverno, presso cui era impiegato come ebanista. Il tentativo era ancora nella fase iniziale d'esecuzione, e non godeva di molta considerazione in virtù del fatto che tutta l'attenzione dei narodovol'cy era concentrata sulla linea ferroviaria Char'kov-Mosca-San Pietroburgo. Tuttavia Kvjatkovskij, aveva ricevuto l'incarico di consegnare saltuariamente piccole quantità di dinamite a Chalturin, per non lasciar cadere nessuna occasione di eliminare l'odiato tiranno.
Il 7 dicembre Kvjatkovskij mancò l'appuntamento con Chalturin, perché la mattina del giorno prima era stato arrestato. Evgenija Figner aveva dato in custodia alla sua amica, Ljubov Bogoslovskaja, una balla di letteratura illegale. La ragazza, a sua volta, l'aveva affidata a Viktor Almazov, suo vicino di casa e forse qualcosa di più intimo. Almazov era però una spia della Terza Sezione infiltrata negli ambienti studenteschi e riferì alla polizia, cui affidò il materiale vietato. Immediatamente arrestata, la Bogoslovskaja fece il nome di Evgenija Pavlovna Poberežskaja, cioè la Figner. Dai registri dove ogni cittadino era censito, si scoprì il luogo di residenza della donna, che fu arrestata. Con lei finì in prigione anche il suo coinquilino, Michail Černyšev, nome fittizio che nascondeva Kvjatkovskij. Nell'appartamento furono sequestrati diversi chili di dinamite, da destinare di volta in volta a Chalturin e alcuni foglietti misteriosi, su uno dei quali era tracciata una croce. Il significato occulto di quel segno, che Kvjatkovskij non chiarì mai dicendo che le carte non erano sue, si sarebbe rivelato tre mesi dopo, precisamente il 17 febbraio, allorché un'esplosione scosse l'ala ovest del Palazzo d'Inverno.

### Il processo

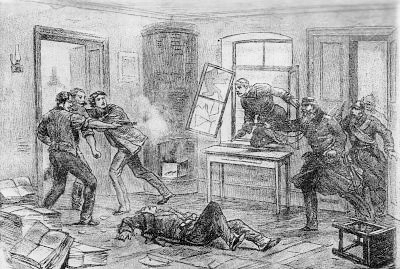
La caduta della tipografia sul Sapernij

Il 30 gennaio 1880 la polizia prendeva d'assalto la stamperia sul Sapernyj. Furono tutti arrestati, compresa la Ivanova, tranne uno dei giovani tipografi, che si suicidò con un colpo di pistola. Il 16 dicembre cadde Širjaev, e il 5 agosto fu la volta di Presnjakov. Kvjatkovskij, i succitati, e altri personaggi, tra cui Aaron Zundelevič, l'acquirente della macchina tipografica, per un numero complessivo di sedici imputati, furono processati dal tribunale del distretto militare di San Pietroburgo, presieduto dal generale Stepan Andreevič Lejcht (1831-1907), dal 6 all'11 novembre del 1880. Nel primo processo contro Narodnaja volja, erano sotto accusa cinque membri del Comitato esecutivo, vale a dire: Kvjatkovskij, la Ivanova, il capo tipografo Buch (1853-dopo 1934), Zundelevič e Širjaev. Gran parte dell'impianto accusatorio fu costruito sulla base delle confessioni estorte con l'inganno a Gol'denberg (1855-1880) dal procuratore Dobržinskij (1844-1897). Al momento del dibattimento, la vittima del raggiro non era in aula, essendosi impiccata il 27 luglio, ma le sue deposizioni firmate furono ripetutamente chiamate in causa e lette.

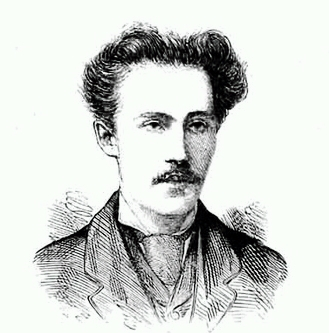
Stepan Širjaev

Kvjatkovskij, che non aveva rilasciato dichiarazioni durante l'inchiesta preliminare, rifiutò l'avvocato difensore. Fece, però, con Širjaev, in risposta alle accuse, un lungo discorso programmatico. Il 7 novembre, Aleksandr tentò di spiegare che le affermazioni di Gol'denberg erano in alcuni punti imprecise, e in altri, false. In particolare, il congresso di Lipeck, cui erano stati invitati a partecipare anche rivoluzionari che non militavano in Zemlja i Volja, come lo stesso Gol'denberg e Širjaev, aveva principalmente lo scopo di elaborare un nuovo programma in vista del congresso ufficiale del partito populista, che doveva tenersi a Voronež, e solo secondariamente di discutere del regicidio. Inoltre, Kvjatkovskij respinse la denominazione di «terrorista» data da Gol'denberg alla frangia di Zemlja i Volja che si era riunita a Lipeck, e affermò: «... Credo che non ci sia alcun vero partito terrorista in Russia. Almeno non che io sappia. Dall'atto d'accusa si evince che l'evoluzione della vecchia organizzazione populista sia consistita principalmente nell'introdurre la lotta politica per mezzo del terrorismo, e che il terrorismo sia stato la sua nota dominante. Ma anche prima del congresso di Lipeck esistevano gli omicidi politici e c'era già stato un tentativo di regicidio». E dopo che il presidente del tribunale vietò a Kvjatkovskij di esporre i particolari del programma formulato a Lipeck e l'ebbe esortato a
disquisire solo della decisione presa al Congresso di uccidere il sovrano, Aleksandr ammise che il secondo punto in agenda era quello, nel senso che fu posto «il problema di un nuovo attacco contro l'imperatore». Il gran numero di esecuzioni effettuate a San Pietroburgo e al Sud, i tanti compagni sepolti nelle carceri, le migliaia di condanne penali e amministrative all'esilio, avevano riportato in auge l'ipotesi di attentare nuovamente alla vita dello zar. Ma l'effettiva messa in atto del proponimento omicida era condizionata dall'esito del processo che doveva tenersi a luglio. Se il verdetto avesse decretato l'impiccagione dei rivoluzionari, allora bisognava eseguire la sentenza di morte del sovrano.

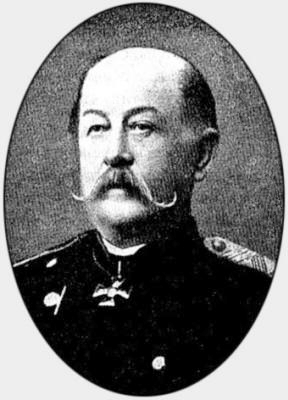
Il presidente del tribunale, generale Lejcht

Il 10 novembre, Kvjatkovskij pronunciò un lungo discorso in cui fece una breve storia di Zemlja i Volja e sottolineò le differenze tra la precedente impostazione e l'attuale, dalle quali sarebbe scaturita la scissione e la nascita di Narodnaja volja.
«L'atteggiamento critico nei confronti della nostra attività, l'analisi dei fatti, e i dati raccolti nel corso dell'andata nel popolo, sono serviti ad elaborare un nuovo programma sulla base di elementi non astratti, ma empirici, tratti dall'osservazione della vita della gente. È su queste solide fondamenta che è stato costruito il programma del partito populista. Vorrei ora tracciare le linee guida di questo programma, avendo il partito della Narodnaja volja, cui ho l'onore di appartenere, apportato diverse modifiche».
«Il principio fondamentale di questo programma è il seguente: ogni epoca storica deve porsi degli obiettivi concreti, e magari non saranno né il massimo né il meglio, ma occorre che incarnino la realtà sociale. Per quanto il partito possa essere forte, non potrà mai cambiare la visione che ha del mondo la gente, formatasi in secoli di storia. Di conseguenza, il partito deve lavorare per realizzare quei desideri, quelle aspirazioni che già esistono nel popolo. L'espediente per raggiungere questo scopo è insediarsi in un distretto, più o meno importante, a seconda dei mezzi del partito, e divenire per così dire un cittadino del luogo, conquistare la fiducia e il rispetto delle persone e portarle alla presa di coscienza dei loro bisogni ed esigenze, sia che siano legali, sia che non lo siano. L'espediente da me illustrato dovrebbe essere inteso come un preliminare, giacché, in ultima analisi, la realizzazione delle aspirazioni popolari può avvenire solo attraverso una rivolta popolare...».
«Ora vorrei soffermarmi sull'essenza, sul nocciolo del nostro programma e lei, signor giudice, sarà in grado di confrontare i due, e di comprendere le ragioni che hanno determinato la scissione del partito populista. Da tanto ci chiamano anarchici, ma non è per niente vero. Nei nostri obiettivi concreti non abbiamo mai negato lo Stato in generale. Quello che neghiamo è una forma di organizzazione statale che tuteli unicamente gli interessi di un'infima parte della società, dei capitalisti, dei proprietari terrieri, dei funzionari governativi, ecc., e che è la causa principale della situazione in cui versa il popolo. Noi sosteniamo che lo Stato, al contrario, debba fare gli interessi della maggioranza del popolo, e ciò può essere soddisfatto solo trasferendo il potere al popolo, per mezzo di un'attiva partecipazione alla vita pubblica della nazione...».
«Non voglio dire che nel nostro programma non ci sia spazio per il terrore. No, questo ramo d'attività esiste, ma ha una rilevanza marginale, se non di terz'ordine, nel nostro programma... Attiene alla difesa e alla sicurezza dei membri del partito, ma non ne esaurisce l'intera attività... Per diventare una tigre, non è indispensabile possederne la natura. Può accadere, infatti, che un agnello si faccia tigre. Ma questa trasformazione, beninteso, è temporanea, è provocata dalla necessità, e tale fatale necessità cagiona, inevitabilmente, questi penosi — per tutti, non è vero? anche per noi — eventi: gli omicidi politici. Essi sono determinati dallo spaventoso, terribile atteggiamento del governo verso noi rivoluzionari; sono istigati dal gran mucchio di giovani forze logorate nelle carceri, nelle prigioni centrali, ai lavori forzati; sono fomentati dall'esecuzione di decine dei nostri compagni; sono eccitati dalle eccezionali, anomali leggi, riservate, specificatamente, a noi rivoluzionari».
«L'impossibilità di portare a termine qualsiasi tipo di attività sociale concepita per il bene del popolo, l'impossibilità assoluta di godere di una qualsiasi libertà di pensiero, della libertà di vivere e di respirare — tutto questo ha costretto i rivoluzionari russi, la gioventù russa, la più disinteressata nelle sue propensioni, la più umana, a prendere una strada che, per la sua stessa natura, ripugna al suo animo».
«Ogni giovane, soprattutto russo, ha sempre cercato — e continuerà a cercare — la libertà, come il fogliame delle piante si volta verso la luce e il sole. Ma la reazione del governo verso le nostre umane aspirazioni è stata di legarci mani e piedi. Che cosa avremmo dovuto fare? Rinunciare ai nostri ideali non potevamo. Solo una delle due — la morte o il tentativo di difenderci, di abbattere la corona, questa catena che ci impedisce di soddisfare le nostre più vitali e legittime aspirazioni. È, siffatta, una naturale risposta all'oppressione. Quindi, meglio morire nella lotta, che per un suicidio fisico o morale».
Delle cinque condanne a morte emesse, furono confermate solo quelle di Kvjatkovskij e di Presnjakov. In particolare, Kvjatkovskij fu riconosciuto colpevole di cinque capi d'imputazione:
- di aver, nel marzo del 1879, partecipato a incontri segreti con Solo'vëv, presente Gol'denberg, nei quali si decise di attentare alla vita dello zar;
- di aver preso parte, nel giugno dello stesso anno, al Congresso dei rivoluzionari a Lipeck, nel corso del quale si deliberò di ripetere il tentativo di Solov'ëv;
- di aver collaborato alla tipografia clandestina sul vicolo Sapernyj, rea di aver stampato giornali anti governativi esortanti la ribellione e la disobbedienza al potere sovrano;
- di aver preso parte ai preparativi per l'esplosione al Palazzo d'Inverno del 17 febbraio 1880;
- di aver vissuto sotto falso nome.[30]

Alla vigilia del processo aveva scritto una lettera alla madre in cui le diceva: «Cara e diletta mamma... Ieri, vale a dire, il 22 ottobre [3 nov.], ho ricevuto l'atto d'accusa. La Corte si riunirà sabato 25 ottobre [6 nov.]... Mia cara, voglio dirvi addio e qualcos'altro. Non importa come guardate e riguardate alla mia attività, non potete, non dovete vergognarvi di vostro figlio. Dovete sapere che ho agito e vissuto come mi ha suggerito la mia coscienza, secondo le mie convinzioni. Può darsi che sia stato in errore, può darsi che valesse la pena mettersi sulla strada sbagliata, tutto è possibile, ma mi conoscete e dovete credermi quando vi dico che l'unico incentivo al mio lavoro è stato un amore appassionato per il popolo, un possente desiderio di essergli utile. E così, presa questa strada, mi aspetto di tutto, niente può cogliermi alla sprovvista. Non crediate che tema la sentenza su quello che sarà il mio destino, che sia in trepidazione per ciò che potrà accadere tra un paio di giorni, che sia in grande affanno, che sia inquieto; no... fosse pure la morte, la prenderò con serenità e sangue freddo (non perché la vita mi sia venuta a noia; no, ho ancora voglia di vivere, ah, quanta voglia ne ho!), in ciò sostenuto solo dalla consolazione di aver camminato dritto, di aver agito nel rispetto dei miei principi. Non mi interessa cosa pensa di me la gente che non amo e non rispetto. Ma starei terribilmente male se voi madre, e tu Tichon, che amo, non mi capiste e non crediate alla sincerità delle mie parole».
Il giorno successivo al verdetto, scrisse alla moglie e al figlio: «Non pensare Katja che non abbia voluto scriverti. No, ho scritto, e anche un paio di volte. Quindi, se la colpa è di qualcuno, non è mia. Non posso dire lo stesso per ciò che concerne altre circostanze. In queste, la mia coscienza non è tranquilla. Sì, amica mia, mi sento molto, tanto colpevole, di fronte a te. L'unica cosa che può alleviare il mio senso di colpa verso di te, sono i casi da cui si è dipanata la mia vita. Non posso dire che non avessi il desiderio di una famiglia; no, è vero l'opposto. Ma il destino ha voluto che tu vivessi lì, e io qui. So che la vita è stata difficile per te. Ma, a mio parere, ora dovresti riappacificarti con essa — è un'occasione per occuparsi di Saša... Mio caro, caro ragazzo, ti bacio mille e mille volte. Non posso dirti: cerca di essere come me. Ma ti dico: rispetta quel che ho rispettato io, e ama quel che ho amato io. Questa è la volontà di tuo padre».
Entrambe le lettere passarono al vaglio della polizia politica. La prima fu trasmessa alla famiglia, ma la seconda, per le frasi rivolte al figlio da Kvjatkovskij, evidentemente ritenute sediziose, fu trattenuta. La madre, sapendo dell'esistenza di questa lettera, cercherà senza successo di farsela consegnare per il tramite di Juljia, una dei pochi parenti degli imputati ad aver assistito al processo.
Ai condannati non fu consentito di salutare i compagni, nonostante la promessa fatta a Sofija Ivanova che avrebbe potuto incontrare Kvjatkovskij un'ultima volta.

### L'esecuzione

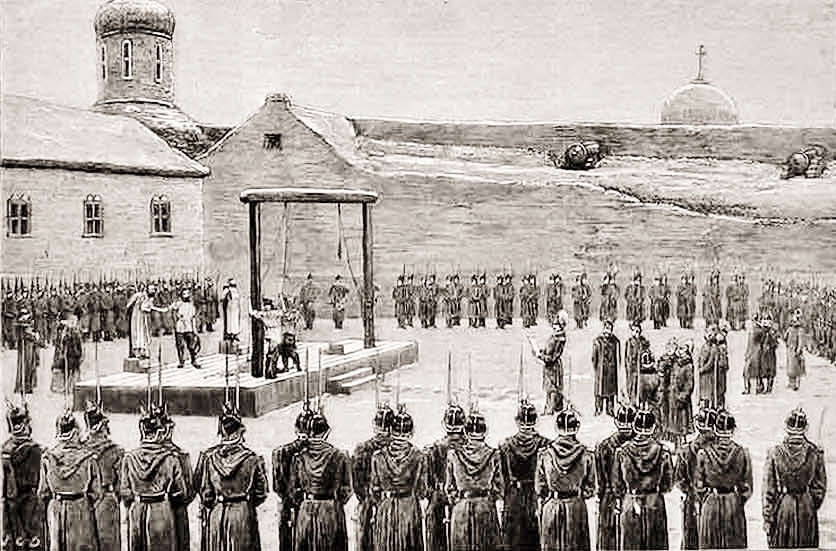
L'esecuzione di Kvjatkovskij e di Presnjakov in un'illustrazione di anonimo

Alle 07:45 a.m., del 16 novembre 1880, il «carro della vergogna» conduceva Aleksandr Kvjatkovskij e Andrej Presnjakov dal bastione Trubeckoj al rivellino di San Giovanni, ubicato all'estremità opposta della Fortezza, dove era stato eretto il patibolo. Dovendosi l'esecuzione consumare all'interno della cittadella, non c'era pubblico, ma solo un paio di giornalisti, oltre a funzionari di polizia e un distaccamento di soldati.
I condannati indossavano l'abito nero dei detenuti e portavano sul petto una tavoletta di legno che li definiva criminali di Stato (Gosudarstevennyj prestupnik). L'inviato del giornale «Strana» (la Nazione), nel suo resoconto dei fatti, così descrive i prigionieri saliti sul patibolo: «A destra è stato sistemato Kvjatkovskij; a sinistra Presnjakov. Il primo di questi due uomini è di bassa statura, ha una folta, nera barba e un volto piuttosto espressivo. All'apparenza dimostra trent'anni. Presnjakov è alto, magro, biondo, coi baffetti, e sembra molto più giovane del suo amico. Entrambi, a quanto pare, sono nervosi, ma Presnjakov fa uno sforzo per trovare una maggiore compostezza. A Kvjatkovskij, questa lotta con se stesso costa più fatica. Il suo volto è pallidissimo. Stenta a stare in piedi e il sostegno del boia sembra necessario». Dopo la lettura del verdetto, il carnefice Frolov «si avvicina a Kvjatkovskij e celebra su di lui, in quanto nobile, il rito della privazione del titolo (gli spezza la spada sulla testa)».
Sia Presnjakov che Kvjatkovskij baciarono la croce, poi s'inchinarono da tutti i lati, si prostrarono l'uno di faccia all'altro e si scambiarono un bacio d'addio. Allora il boia mise il sudario bianco su Kvjatkovskij, e a quella vista Presnjakov si voltò in lacrime, quindi toccò a lui d'essere ricoperto dal lenzuolo funebre. Entrambi morirono quasi istantaneamente.